# Automecca
Automecca, gelegentlich AutoMecca geschrieben, war ein US-amerikanischer Hersteller von Automobilen.

## Unternehmensgeschichte
Mike Hansen gründete 1973 das Unternehmen in Tujunga in Kalifornien. Er begann mit der Übernahme eines Projekts von Brubaker mit der Produktion von Automobilen. Der Markenname lautete Automecca. 1977 wurde der Unternehmenssitz nach Chatsworth in Kalifornien verlegt. 1978 endete die Produktion. Laut einer Quelle entstanden möglicherweise 1500 Fahrzeuge.

## Fahrzeuge
Der Roamer Sport Van war ein Minivan. Er basierte auf einem Fahrgestell von Volkswagen. Auffallend war, dass das Fahrzeug nur eine Tür hatte, nämlich eine Schiebetür auf der Beifahrerseite.
Der Baja Box war eine Variante mit erhöhter Geländetauglichkeit.